# 吸血毯
吸血毯（方言：地皮卷或吸子）是一种出没于中国云南西双版纳原始森林中的神秘生物。在民间传说中，吸血毯是一种类似毛毯或席子般的生物，通常生存于河流中，当有动物靠近时便将其卷住吸取血液。
在其他歐洲及美洲有類似的都市傳說，描述某种巨型水蛭或类似黄貂鱼的生物，并且吸血毯与美洲神秘生物厄尔库埃罗有着一定相似性，比如两者皆具有吸血的特性。